# Gemelingenmolen

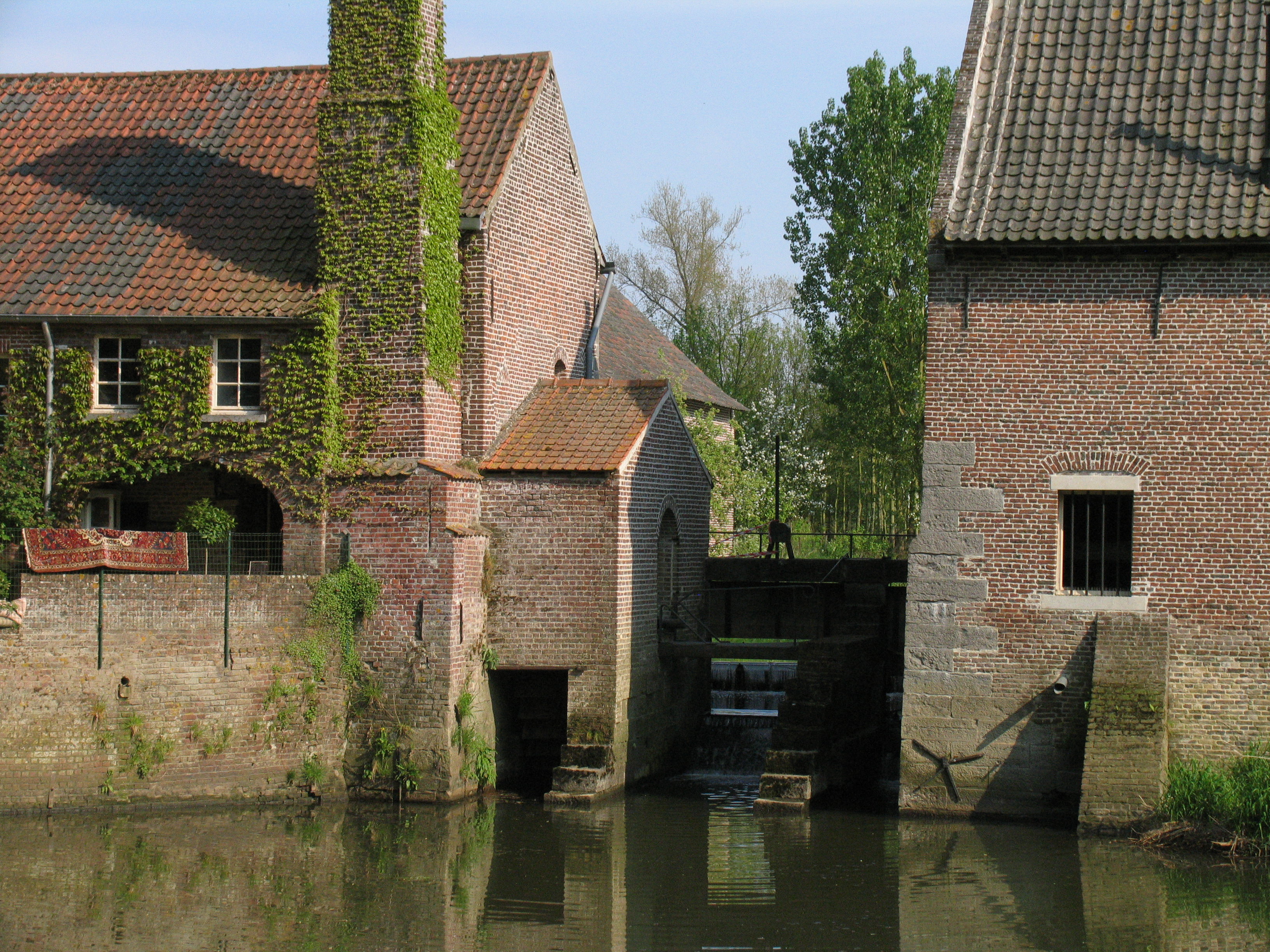
Gemelingenmolen

De Gemelingenmolen of Driscartmolen is een watermolen in Galmaarden die voor het eerst vermeld wordt in 1449. De naam Gemelingenmolen verwijst naar de ligging, de naam Driscartmolen verwijst naar de laatste molenaars. De molen is gelegen aan de Mark. 
De molen was een dubbelmolen (koren en olie). De graanmolen werd tot rond 1969 gebruikt, de oliemolen tot 1930. 
De Gemelingenmolen is erkend als beschermd monument en maakt deel uit van beschermd stads- of dorpsgezicht.  In 2003-2004 werd de molen gerestaureerd; hij is opnieuw draaivaardig. 